# Ha megáll az idő
Ha megáll az idő (angolul: Time is the Simplest Thing) Clifford D. Simak 1961-ben megjelent sci-fi regénye.

## Történet
|  | Alább a cselekmény részletei következnek! |

A Föld merész űrhajós flottái már nem száguldozhattak szabadon a csillagközi térben, mert a világűr gazdasági felosztása is a végéhez közeledett. A felfedezéseknek azonban folytatódniuk kellett. Erre azonban lassanként csak egyetlen eszköz adódott: a telepátia, hiszen a gondolat szárnyalását nem akadályozhatja sem a mérhetetlen távolság, sem a politika. De ha megáll az idő, milyen közegben mozoghat a gondolat?
Shepherd Blaine a Föld legképzettebb telepatái közé tartozik, gyakran tölt el 30 órát koporsószerű szerkezetben, a csillaggépben, hogy a tudata messzire kószálhasson a világűrben. Agyi impulzusai becserkészik a végtelen teret. Tapasztalt idő- és térutazó. A felfedező jelenlegi úti célja 5000 fényévnyire található a Földtől. Érthető hát a megdöbbenése, amikor ráeszmél, hogy agyának egy sarkába idegen lény, távoli bolygó intelligens lakója fészkelte be magát.
Az itt felfedezett bolygón találkozik egy nagy kék teremben a négy méter magas rózsaszínű lénnyel, aki megosztja vele az elméjét. Az idegen létforma – kinek számára az idő nem titok, ki tudatával bolygókat látogat – millió éves tudása, emlékei lenyomatként átkerülnek az emberbe.
A kézfogáshoz hasonló agyfogástól meglepett felfedező visszatérvén a kiindulási állomásra úgy érzi, hogy menekülnie kell, mielőtt kivonnák a forgalomból, mivel „szennyezett” lett.
A történet az USA-béli Fishhookban (a világűr halászának központjában) kezdődik. A mentális tudományt felhasználó óriási épületkomplexumból; elzárkózó, diktatórikus hatalmi centrumból nem könnyű meglépni. Kirby Rand, a kutatóintézet biztonsági szolgálatának vezetője is gyanúsan fürkészi a „földönkívüliség áporodott szagát magán érző” Shepet.
Telepaták (telcsik), teleporterek (tárgymozgatók), leviátorok (repülni tudó emberek), távolsági érzékelők (pszík), köznyelven „parnyákok” csapnak össze a történetben. Sőt, lidércek, farkasemberek, manók, boszorkányok, hárpiák kerülgetik az egyszerű, varázsmentes lényeket.
A hétköznapi beszéd közbeni telepatikus csevejekbe kapcsolódhat be, Kereskedő Állomásokon nézhet szét az olvasó, ahol a galaxisból összehordott kincsekkel (növényekkel, gyógyanyagokkal, állatokkal, szövetekkel, fémekkel, élelmiszerekkel, parfümökkel, szokatlan irodalmakkal…) ismerkedhet meg.
A hentesnövény megszünteti a szegények éhezését, a dimenzínóban a nézők immár nem csak bambulva bámulnak, a filmbéli kalandok testközelbe kerülnek. A tranzó teleportáló, anyagátviteli berendezés, kár hogy egyelőre csak földi körülmények között használható. A galaktikus tudás enciklopédiája nyílt meg előttünk, bizonyítván, hogy nemsokára egy új értelem kora közeleg.
A főhős rejtőzködése közben barátokra lel (Harriet Quimby, Godfrey Stone), ellenséges tömegekkel küzd meg, felgyorsul a hétköznapi emberekhez képest, sőt ha kutyaszorítóba kerül (lincselés): akár az időben is képes elmozdulni.
A Tündérország mellett a Pokol is megjelenik az egyensúly kedvéért Lambert Finn képében, aki üvöltve tért vissza egykor űrutazásából, s azóta Fishhook és a parnyákok totális megsemmisítésére törekszik. Félelmetesen hatékony titkos szervezetet hoz létre, kik jól szervezetten készülnek a Halloween Hadműveletre.
A szerelem tündefénye Anita Andrews képében libben fel a történetben, ki a megtűrt paranormálisok gyűjtőhelyeként ismert Hamiltonban él.
A katolikus egyház (Dan Brown előtt 30 évvel) Flanagan atya képében küzd a világ anyagias szemléletének kialakulása ellen. Szerinte az egyház nem rideg és dogmatikus, hanem modern és változik: igaz lassan. De szilárdan áll a változó emberi értékek földcsuszamlásai között.
A végkifejlet arra a kérdésre keresi a választ, hogy a hatalmas földönkívüli erő és a hihetetlenül óriási tudás felhasználható-e az egész emberiség javára.
|  | Itt a vége a cselekmény részletezésének! |

## Magyarul
- Ha megáll az idő; ford. Végh István; Maecenas, Bp., 1993, 340 o.